# Отрош
Отрош (фр. Hauteroche) насеље је и општина у источном делу централне Француске у региону Бургоња, у департману Златна обала која припада префектури Монбар.
По подацима из 2011. године у општини је живело 73 становника, а густина насељености је износила 5,5 становника/km². Општина се простире на површини од 13,28 km². Налази се на средњој надморској висини од 360 метара (максималној 472 m, а минималној 270 m).

## Демографија
| 1962. | 1968. | 1975. | 1982. | 1990. | 1999. | 2011. |
| ----- | ----- | ----- | ----- | ----- | ----- | ----- |
| 72    | 95    | 72    | 74    | 86    | 83    | 73    |

График промене броја становника у току последњих година